# Казыханова, Фаузия Гиниятуллиновна
Фаузия́ Гинияту́ллиновна Казыха́нова (тат. Фаузия Гиниятулла кызы Казыйханова; 25 октября 1940, Старокалмашево, БАССР) — советский и российский педагог, математик, автор Учебно-методического комплекса "Математика.1 — 4 " на русском и татарском языках

## Биография
Фаузия Гиниятуллиновна Казыханова (в девичестве Макулова) родилась 25 октября 1940 года в селе Старокалмашево Чекмагушевского района БАССР.
Бабушка по отцу — Мадина Хасбулатовна Габбасова происходит из семьи татарских князей Долотказиных.
Фаузия Гиниятовна окончила среднюю школу с серебряной медалью.
В 1956—1961 гг. училась на факультете математики Башкирского государственного университета им. 40-летия Октября.
Защитила диплом у профессора Льва Исааковича Рубинштейна на тему «Решение задачи Стефана по методу Меламеда».
Начала трудовую деятельность учителем математики и черчения в 1961 г.
В 1963 — 64 гг. первый секретарь РК ВЛКСМ Чекмагушевского производственного управления.
С 1964 по 1989 гг. работала учителем математики в средних школах № 2, № 3 г. Дюртюли. В это же время вела экспериментальную работу по применению деятельностного подхода в обучении по методу Д. Б. Эльконина и В. В. Давыдова, под руководством профессора БГПУ им. Акмуллы А. З. Рахимова (Уфа).
В 1986 году за успехи в обучении и коммунистическом воспитании детей и молодёжи награждена премией имени Н. К. Крупской.
1989 — 94 гг. работала старшим научным сотрудником научной лаборатории профессора А. З. Рахимова.
1994 по 2002 гг. — учитель-исследователь Института непрерывного педагогического образования г. Набережные Челны. В эти годы совместно с супругом Казыхановым В.С. активно работала над созданием учебно-методических комплексов (УМК) нового поколения «Математика.1 — 4» на русском и татарском языках. Одновременно в 19 школах Республики Татарстан шла работа по внедрению этих учебных пособий.
Было выявлено, что школьники, обучаясь по этим учебникам, осваивают математику быстрее и процент качества обучения повышается до 92 %.
Достижения
В учебно-методических комплексах (УМК) «Математика.1- 4» Казыханова Ф. Г.и Казыханов В. С., организуя деятельность ученика на уроках, впервые разработали механизм превращения его из объекта обучения и в субъект самовоспитания.
УМК разработан в русле развивающего обучения по системе академика В. В. Давыдова.
Авторы предлагают сценарии уроков, состоящие из системы вопросов, способствующих разжиганию любознательности путем создания проблемной ситуации (постановки учебной задачи).
Учащиеся сами ищут пути решения поставленной задачи, выделяют общий способ решения, рефлексируют, контролируют и оценивают свою деятельность, а учитель является организатором этой деятельности.
По отзыву директора института океанологии РАН, доктора физико-математических наук, академика Р. И. Нигматуллина: «Содержание УМК авторов Казыхановой Ф.Г и Казыханова В. С. гармонично соединяет национальный духовный опыт с общечеловеческими ценностями и соответствует требованиям Госстандарта. Оно ярко выражается в выборе объектов и характеристик задач, представленных в книге для учащихся»

## Звания и награды
- Лауреат премии имени Н. К. Крупской
- Отличник народного просвещения РСФСР
- Медаль «За заслуги в образовании Республики Татарстан»